# SEPP
Les éditions SEPP étaient un éditeur de petit format assez mineur qui publia néanmoins de 1963 à 1977. Son siège était établi dans le département du Rhône, à Genas en 1973, puis à Saint-Genis-les-Ollières de 1974 à 1976 et à Ecully en 1977.

## Liste des revues
- Agent Spécial
- Alerte
- Brigade spéciale
- Casse-Cou
- Colorado
- Colt
- Défi
- Fantastik
- Gringo
- Guerilla
- La Flibuste
- Mission Spéciale
- Oscar
- Pinocchio
- Rex
- Rush
- Samba
- Services Secrets
- Simbad
- Tigre
- Timoteo
- Vautour